# Domiphen bromide
Domiphen bromide là một chất khử trùng hóa học và một hợp chất amoni bậc bốn.